# Maves
Maves ist eine französische Gemeinde mit 680 Einwohnern (Stand: 1. Januar 2022) im Département Loir-et-Cher in der Region Centre-Val de Loire; sie gehört zum Arrondissement Blois und zum Kanton La Beauce. Die Einwohner werden Mavois genannt.

## Geographie
Die Gemeinde Maves liegt etwa 17 Kilometer nördlich von Blois an der Mündung der Sixtre in die Cissé begrenzt die Gemeinde im Westen. Umgeben wird Maves von den Nachbargemeinden Saint-Léonard-en-Beauce im Norden, La Madeleine-Villefrouin im Nordosten, La Chapelle-Saint-Martin-en-Plaine im Osten, Mulsans im Südosten und Süden, Averdon im Süden und Südwesten, Conan im Westen sowie Boisseau im Nordwesten. Die südöstliche Gemeindegrenze verläuft entlang einer alten Römerstraße.

## Bevölkerungsentwicklung
| Jahr                       | 1962 | 1968 | 1975 | 1982 | 1990 | 1999 | 2010 | 2021 |
| -------------------------- | ---- | ---- | ---- | ---- | ---- | ---- | ---- | ---- |
| Einwohner                  | 610  | 532  | 544  | 518  | 553  | 577  | 663  | 663  |
| Quellen: Cassini und INSEE |      |      |      |      |      |      |      |      |

## Sehenswürdigkeiten
- Kirche Saint-Dié
- Mühle Maves
- Schloss Villetard
- 107 m hoher Fernsehturm im Ortsteil Courtemiche

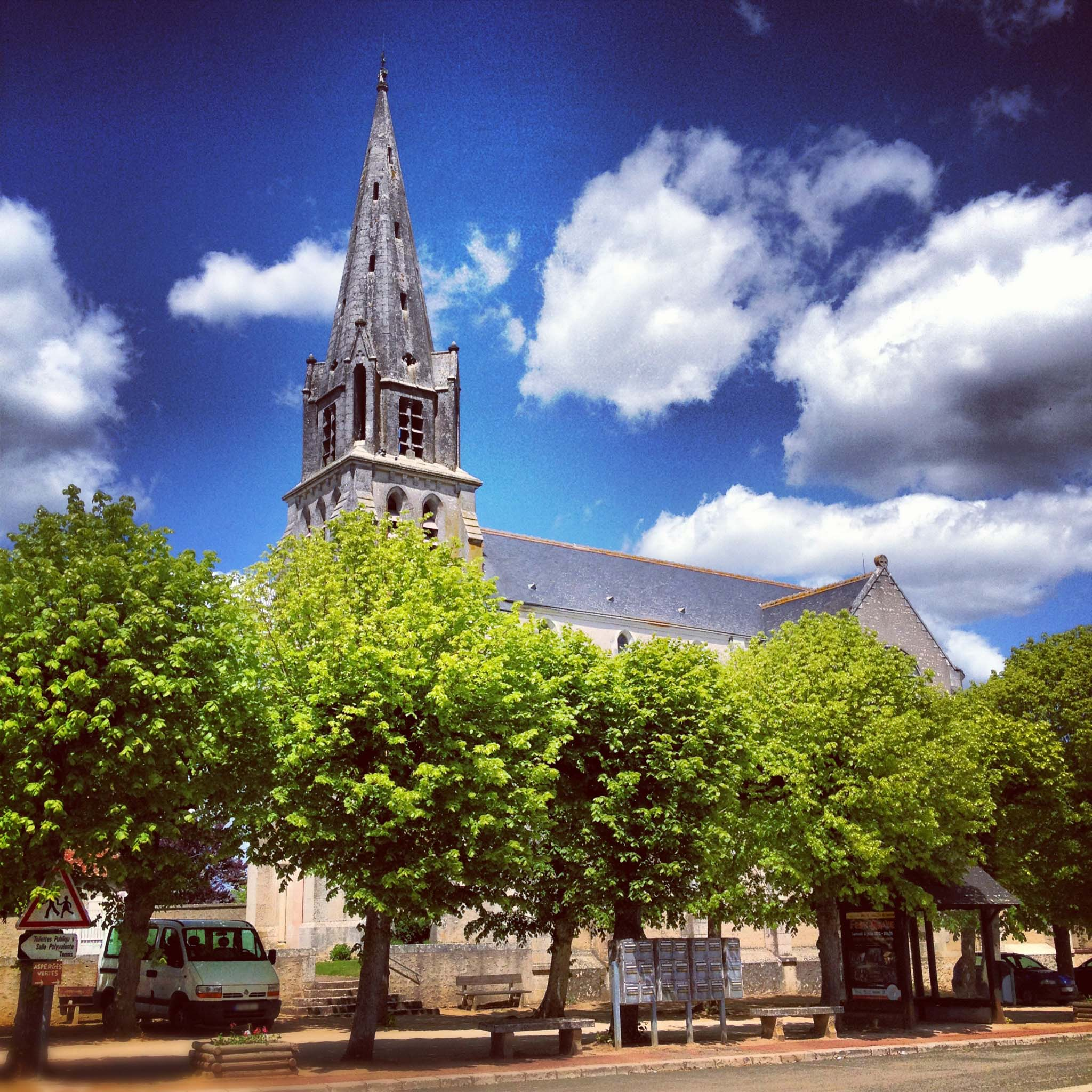
Kirche Saint-Dié
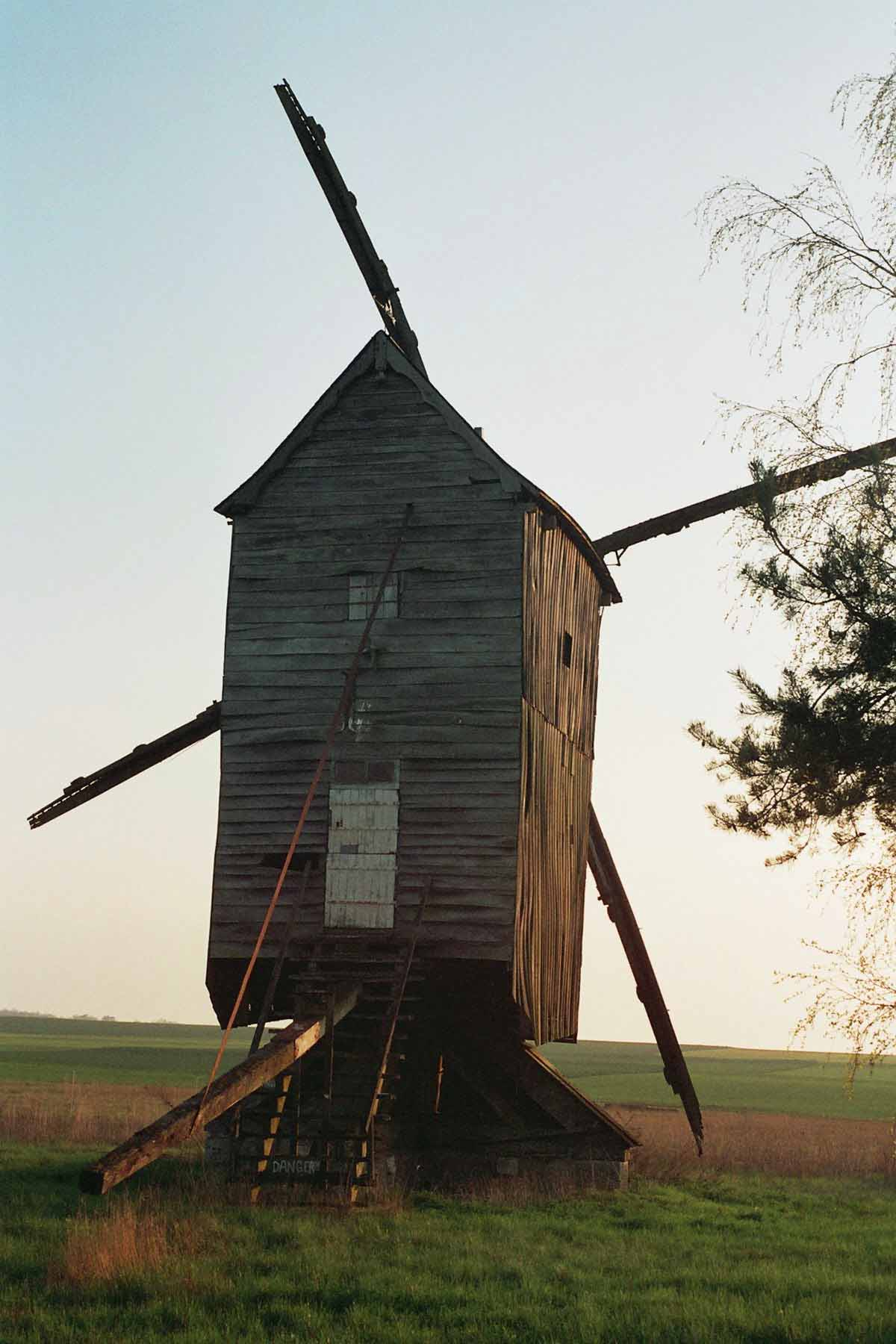
Mühle von Maves
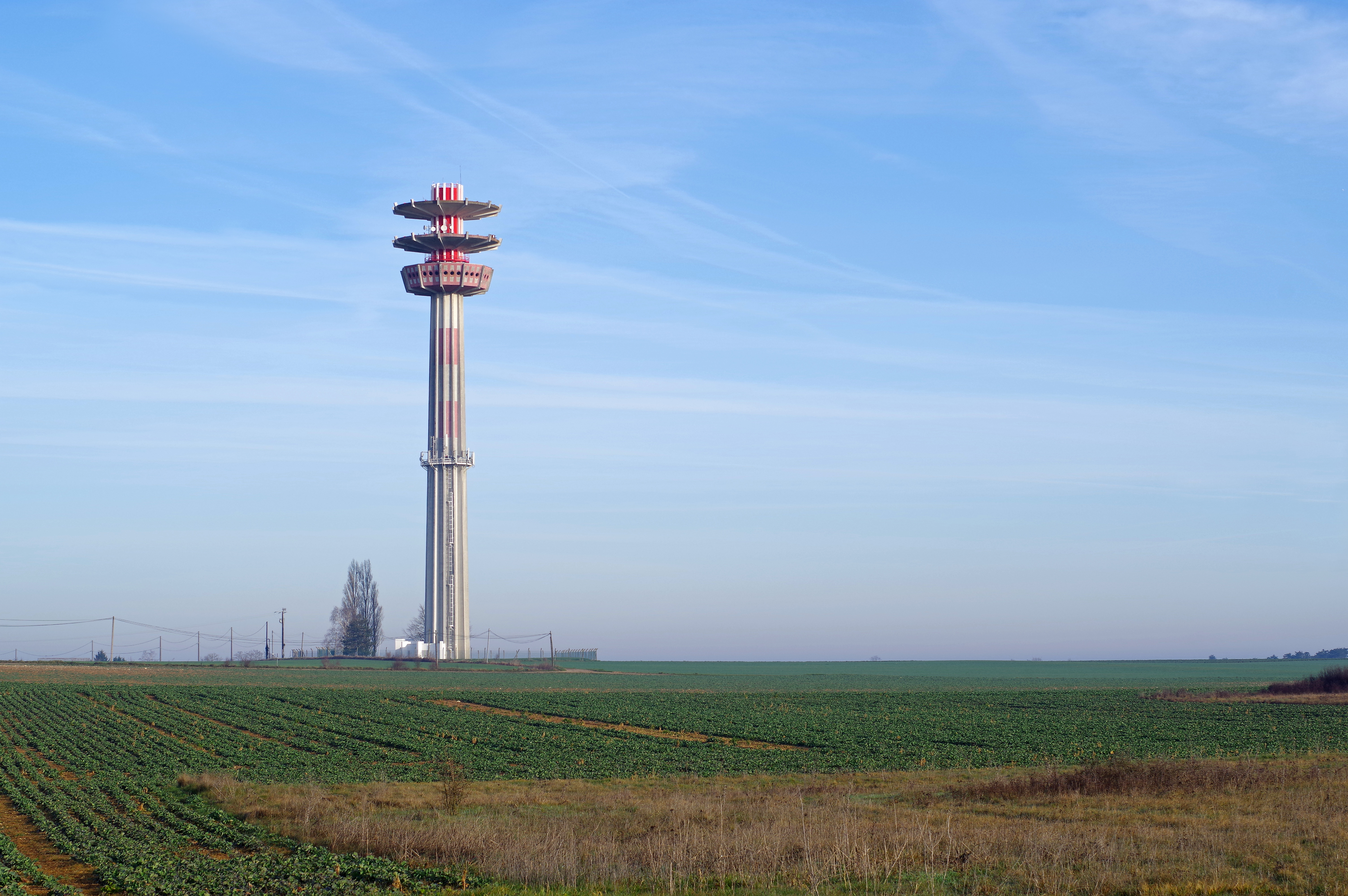
Fernsehturm